# Diaphorus amoenus
Diaphorus amoenus är en tvåvingeart som beskrevs av Aldrich 1902. Diaphorus amoenus ingår i släktet Diaphorus och familjen styltflugor. Inga underarter finns listade i Catalogue of Life.